# Escáner corporal

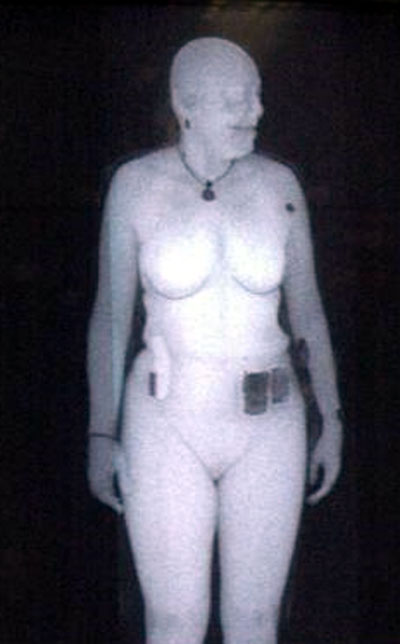
Mujer escaneada por retrodifusión de rayos X.

El escáner corporal es un dispositivo de uso policial utilizado para cachear e inspeccionar a un sospechoso sin ser necesario el contacto físico. La tecnología usada se denomina escáner mediante ondas milimétricas, y está basada en la reflexión de ondas de radio de frecuencia muy alta en el cuerpo del sospechoso para obtener una imagen del cuerpo y objetos que pueda llevar bajo la ropa. A diferencia de la técnica de retrodispersión de rayos X utilizado para escanear el equipaje, esta radiación es menos agresiva para el cuerpo. Es una medida efectiva para prevenir y controlar algunos delitos, especialmente en controles fronterizos terrestres y aeropuertos. 
El aeropuerto de Ámsterdam-Schiphol fue el primero en el mundo en implementar este dispositivo a gran escala después de una prueba con el personal de vuelo del año anterior, pero su uso era alternativo al cacheo normal. El 2 de febrero de 2010 los aeropuertos británicos Londres-Heathrow y Mánchester empezaron a usarlos de manera obligatoria y dirigida a cierto número de pasajeros. El gobierno británico planificó su implantación en todos los aeropuertos británicos antes de abril de 2010.

## Controversias
Privacidad
La instauración de estos dispositivos en algunos aeropuertos europeos como medida de seguridad frente a supuestos terroristas, narcotráfico, etc. ha suscitado muchas quejas debido a que los resultados del análisis invade la intimidad de los viajeros y a que se desconocen los posibles efectos a largo plazo.
Fabricantes
Las empresas fabricantes de estos dispositivos de cacheo son: Rapiscan Systems, L-3 Communications, Smiths Group y Brijot Imaging Systems. Los dirigentes de estas empresas fueron cargos del gobierno de George W. Bush, que tras difundir la supuesta amenaza terrorista por gran parte de la población podrían obtener beneficios de ella a través de las ventas de estas máquinas de control. El principal grupo de presión que favorece la causa de la adopción de escáneres corporales se trata de la consultora (en:) Grupo Chertoff (es:).

## Vulnerabilidades
En agosto de 2014, en la "23 USENIX Security Symposium", se mostró que el modelo Rapiscan Secure 1000 utilizado por aeropuertos de EE. UU. en los periodos del 2009 al 2013 contaban con vulnerabilidades que permitían transportar elementos peligrosos sin ser detectados, esta investigación realizada por universidades Estadounidenses, determinó que la falla se encontraba en la falta de escaneo en los laterales y objetos de determinado color y los contrastes determinados podían provocar una falta de visualización en el sistema. También demostraron la posibilidad de ocultar imágenes mediante un "secret knock"